# Wolfgang Heß (Numismatiker)
Wolfgang Heß (* 13. April 1926 in Offenbach am Main; † 3. Juli 1999) war ein deutscher Landeshistoriker und Numismatiker.

## Leben
Wolfgang Heß besuchte die Hindenburg-Oberschule in seiner Heimatstadt Offenbach und wurde 1942 als Luftwaffenhelfer eingezogen. Im Frühjahr 1945 geriet er in französische Kriegsgefangenschaft und leistete bis 1948 Arbeitsdienst in Frankreich. Ab dem Wintersemester 1948/49 studierte er dann Kunstgeschichte, Geschichte, Historische Hilfswissenschaften und Volkskunde in Marburg an der Lahn und Frankfurt am Main; zu seinen akademischen Lehrern gehörten Harald Keller und Paul Kirn. Im Sommersemester 1955 wurde er mit einer von Keller betreuten Arbeit über die hessischen Städtegründungen der Landgrafen von Thüringen im 12. Jahrhundert promoviert.
Nach Volontariaten am Historischen Museum Frankfurt (1955–1956), am Museum für Hamburgische Geschichte (1956–1957) und am Hessischen Landesmuseum Kassel war Heß von 1958 bis 1960 als Stipendiat der DFG am Hessischen Landesamt für Geschichtliche Landeskunde in Marburg beschäftigt,  bevor er 1960 als Wissenschaftlicher Assistent zu den Städtischen Kulturinstituten Worms wechselte. 1964 holte ihn Walter Schlesinger zurück ans Marburger Landesamt für Geschichtliche Landeskunde, wo Heß zunächst als Akademischer Rat, ab 1973 als Akademischer Oberrat tätig war und daneben als Lehrbeauftragter für Numismatik an der Philipps-Universität wirkte.
1980 wurde Heß als Nachfolger Dirk Steinhilbers zunächst Oberkonservator, später Hauptkonservator der Abteilung Mittelalter und Neuzeit an der Staatlichen Münzsammlung München, an der er 1984 von Harald Küthmann das Amt des Leitenden Sammlungsdirektors übernahm. 1991 ging er in den Ruhestand, nahm jedoch noch bis zum Wintersemester 1998/99 einen Lehrauftrag für Historische Hilfswissenschaften an der LMU München wahr. 
Im Sommersemester 1993 war Heß Gastprofessor des Instituts für Numismatik und Geldgeschichte an der Universität Wien. Große Teile seines wissenschaftlichen Nachlasses befinden sich seit 2006 im Archiv dieses Instituts; eine vollständige Erschließung steht derzeit noch aus.
Heß war von 1973 bis 1991 Mitglied der Numismatischen Kommission der Länder in der Bundesrepublik Deutschland und zeitweise deren zweiter Vorsitzender. 1998 wurde er mit dem Bundesverdienstkreuz am Bande ausgezeichnet.
Heß ist der Vater des Juristen Burkhard Hess.

## Forschungen
Im Mittelpunkt der Forschungen von Wolfgang Heß steht die Numismatik, die Münz- und Geldgeschichte des Mittelalters und der Frühen Neuzeit mit ihren kunst-, landes-, sozial- und wirtschaftsgeschichtlichen Dimensionen. Er veröffentlichte zahlreiche Einzelstudien zu verschiedenen Markt- und Münzstätten Hessens, Thüringens, Bayerns und der Rheinlande, insbesondere zu Brakteaten. Nach seinem Wechsel nach München war er Kurator zahlreicher Ausstellungen zum Münzwesen und verfasste einen Kunstführer durch die dortige Staatliche Münzsammlung.

## Schriften (Auswahl)
Monographien
- Hessische Städtegründungen der Landgrafen von Thüringen (= Beiträge zur hessischen Geschichte. Band 4, ISSN 0522-6740). Trautvetter & Fischer u. a., Marburg a.d. Lahn u. a. 1966.
- Staatliche Münzsammlung München (= Kleine Kunstführer. Nr. 1543, ZDB-ID 51387-8). Schnell & Steiner, München u. a. 1985.

Aufsätze
- Der Hersfelder Marktplatz. Ursprung und Bedeutung der Ebenheit für die Entwicklung der Stadt. In: Hessisches Jahrbuch für Landesgeschichte. Band 4, 1954, ISSN 0073-2001, S. 81–116.
- Der Marburger Pfennig. Ein numismatischer Beitrag zur hessischen Landesgeschichte. In: Hessisches Jahrbuch für Landesgeschichte. Band 8, 1958, S. 71–105.
- Geldwirtschaft am Mittelrhein in karolingischer Zeit. In: Blätter für deutsche Landesgeschichte. Band 98, 1962, S. 26–63. (Digitalisat).
- Das rheinische Münzwesen im 14. Jahrhundert und die Entstehung des Kurrheinischen Münzvereins. In: Hans Patze (Hrsg.): Der deutsche Territorialstaat im 14. Jahrhundert  (= Vorträge und Forschungen. Band 13, ISSN 0452-490X). Band 1. Thorbecke, Sigmaringen 1970, S. 257–323, (Digitalisat).
- Anfänge des Städtewesens. Märkte, Münzstätten und Städte bis ca. 1330/40. In: Hans Patze, Walter Schlesinger (Hrsg.): Geschichte Thüringens. Band 2: Hohes und spätes Mittelalter (= Mitteldeutsche Forschungen. Band 48, 2, 1). Teil 1. Böhlau, Köln u. a. 1974, ISBN 3-412-02974-2, S. 310–330.
- Münzfunde aus Hessen als Spiegel des Geldumlaufs. Ein Arbeitsbericht. In: Hessisches Jahrbuch für Landesgeschichte. Band 25, 1975, S. 148–222.
- Pfennigwährungen und Geldumlauf im Reichsgebiet zur Zeit der Ottonen und Salier. In: Bernd Kluge (Hrsg.): Fernhandel und Geldwirtschaft. Beiträge zum deutschen Münzwesen in sächsischer und salischer Zeit. Ergebnisse des Dannenberg-Kolloquiums 1990 (= Römisch-Germanisches Zentralmuseum. Monographien. Band 31 = Berliner Numismatische Forschungen. Neue Folge, Band 1). Thorbecke, Sigmaringen 1993, ISBN 3-7995-4144-6, S. 17–35.
- Reichsikonographie auf Münzen der Neuzeit. In: Rainer A. Müller (Hrsg.): Bilder des Reiches (= Irseer Schriften. Band 6). Thorbecke, Sigmaringen 1997, ISBN 3-7995-4174-8, S. 169–187.